# Salmon River (Lincoln County, Oregon)
Der Salmon River ist ein etwa 42 km langer Zufluss des Pazifischen Ozeans im US-Bundesstaat Oregon. Er durchfließt die Oregon Coast Range und ist nicht mit dem namensgleichen Salmon River zu verwechseln, der am Mount Hood in Oregon entspringt. Der Fluss gilt als Grenze zwischen der Northern und der Central Oregon Coast Range.

## Geographie
Der Salmon River entspringt östlich von Lincoln City auf der Grenze zwischen dem Lincoln und dem Polk County. Das Quellgebiet liegt am Nordhang des 1032 m hohen Saddle Bag Mountain im Kaskadengebirge. Er fließt anfangs nach Norden und wendet sich ab Flusskilometer 30 nach Westen. Sein Flusslauf liegt teilweise im Siuslaw National Forest. Der Salmon River mündet südlich des Kaps Cascade Head etwa sechs Kilometer nördlich von Lincoln City in den Pazifischen Ozean. Durch eine vorgelagerte Sandbank bildet die Flussmündung ein etwa 177 Hektar großes Feuchtgebiet. Die State Route 18 folgt in weiten Teilen dem Flusslauf, auf einer Länge von 19 km führt sie durch den H. B. Van Duzer Forest State Scenic Corridor, der teilweise aus einem Urwald aus Douglasien besteht.

## Umwelt
Sechs Kilometer oberhalb der Mündung liegt bei Otis eine Fischzuchtanstalt, aus der jährlich tausende von Königs- und Silberlachse ausgesetzt werden. Ferner ist der Fluss Laichgebiet für Regenbogenforellen. Wegen der Fischzuchtanstalt gilt der Unterlauf als gutes Angelgewässer für Lachse und Regenbogenforellen.
Die breite Flussmündung ist Lebensraum für zahlreiche Wasservögel wie Gürtelfischer, Gänsesäger und Büffelkopfenten. Weitere Vogelarten sind Sumpfzaunkönig, Rotflügelstärling, Singammer, Nordamerikanische Rohrdommel und Weiden-Gelbkehlchen. An Raubvögeln kommen Kornweihen und Weißkopfseeadler vor.